# Rollinia cuspidata
Rollinia cuspidata Mart. – gatunek rośliny z rodziny flaszowcowatych (Annonaceae Juss.). Występuje naturalnie w Ekwadorze, Kolumbii, Gujanie, Surinamie, Gujanie Francuskiej, Peru, Boliwii oraz Brazylii. 

## Morfologia
PokrójZimozielone drzewo dorastające do 10 m wysokości.
LiścieMają kształt od eliptycznego do odwrotnie jajowatego. Mierzą 16,5–21,5 cm długości oraz 5–7,5 cm szerokości. Nasada liścia jest ostrokątna. Blaszka liściowa jest o spiczastym wierzchołku.
KwiatySą pojedyncze lub zebrane w pary, rozwijają się w kątach pędów. Działki kielicha mają owalny kształt i dorastają do 3 mm długości. Płatki mają odwrotnie jajowaty kształt i żółtą barwę, osiągają do 2–3 mm długości.
OwoceSynkarpiczne, o jajowatym kształcie. Osiągają 20–35 mm długości i 15–30 mm szerokości. Mają zielona barwę.